# Chuck Deely
Chuck Deely, geboren als Charles Edward Deely III (Detroit, 10 februari 1954 – Den Haag, 9 januari 2017) was een Amerikaanse zanger die als straatmuzikant actief was in Den Haag. Hij begeleidde zichzelf met een gitaar. In de jaren daarvoor was hij een bandlid geweest in diverse Amerikaanse en Europese bandjes.

## Biografie
Deely groeide, als zoon van een blanke vader en Indiaanse moeder (Sioux), op in Detroit en leerde reeds als kind op dertienjarige leeftijd gitaarspelen. Hij kreeg al op zeer jonge leeftijd pianolessen. Zijn moeder was pianiste; hij herinnerde zich dat hij als baby bij haar op schoot zat terwijl zij piano speelde. Hij begon al op ongeveer vijfjarige leeftijd met de lessen en stopte zo'n negen jaar na de dood van zijn moeder. Zijn moeder stierf bij haar bevalling van een dochter. Helaas overleed deze ook. Deely was toen pas zeven jaar. Nadat zijn vader hertrouwd was, deed Deely's stiefmoeder de piano de deur uit omdat die haar hinderde, dit tot groot verdriet van Deely. Hij was woedend dat zij de piano had verkocht en bleef dat ook. De piano stond in de kelder en kon niemand storen. Het muziekinstrument was voor hem een dierbare herinnering aan zijn moeder. In interviews sprak hij kort over deze persoonlijke zaken. Zijn vader overleed in 1989 aan kanker. Een van Deely's broers pleegde enkele jaren later zelfmoord. Deely hoorde pas enige tijd later over deze familiedrama's.
Hij woonde achtereenvolgens in de VS (zo'n twintig jaar), Duitsland (enkele jaren), elders (kort), weer Duitsland (ongeveer tien jaar), Spanje/Tenerife (iets korter) en Nederland (ruim twintig jaar). Hij zwierf veel met zijn gitaar in Europa rond, waar hij in bandjes speelde. Hij was een professioneel muzikant.
In 1973 kwam Deely wegens het vervullen van zijn dienstplicht in dienst van het Amerikaanse leger en werd gestationeerd in het hospitaal van de voormalige Amerikaanse legerbasis Heidelberg in Duitsland. Hij speelde daar voor het personeel van het ziekenhuis en in verschillende bands, maakte vier platen en maakte kennis met zijn uit Joegoslavië afkomstige toekomstige vrouw Erica met wie hij in Kopenhagen trouwde. Het huwelijk duurde slechts enkele jaren en de scheiding vond in Los Angeles plaats. Nadat Deely in 1987 in Spanje met vakantie was geweest en daar optrad aan de Costa del Sol nadat hem een baan was aangeboden, ontmoette hij, inmiddels verhuisd naar Tenerife, Sacha, een Nederlandse vrouw uit Zoetermeer. Ze kregen een gepassioneerde verhouding en gingen samenwonen. Tot 1994 verbleven ze op Tenerife. Deely kreeg echter problemen met zijn visum en vertrok naar Nederland. Zijn vriendin zou later overkomen. Helaas kwam het mede door drugsverslaving nooit meer echt goed tussen hen. Wel heeft ze later een aantal malen Nederland en Deely bezocht. Inmiddels had hij muziek gemaakt in Amerika, Duitsland, Zwitserland, Oostenrijk, Joegoslavië en Spanje. Hij speelde liever alleen dan in een band en noemde zich een 'loner'. Vóór hij naar Nederland kwam, speelde hij echter in bands. Pas in Nederland werd hij straatmuzikant. Zijn lijflied was Rockin' in the free world.
Sinds 1996 speelde hij in het centrum van Den Haag. Meestal was hij te vinden op het Centraal Station, 's ochtends vroeg vanaf zeven tot tien uur. Hij zat later op de dag tegen de muur van de warenhuizen de Bijenkorf, de HEMA of C&A in de Grote Marktstraat. Ook Albert Heijn was een standplaats van hem in deze straat. Verder speelde hij nog in de Vlamingstraat. 's Zomers ging hij ook de terrassen langs. Hij speelde vrijwel elke dag van het jaar zeven dagen in de week en  genoot van muziek maken op straat. Een uitkering heeft hij nooit gehad en dat wilde hij ook niet. Hij vertelde in een kort interview dat hij zowel goede als slechte mensen ontmoette en vond zelf dat hij meer naar zijn publiek keek dan andersom. Hij vond het een hard leven, vooral in de winter, maar besefte dat hij gelukkig was. Zijn drugsverslaving (met name heroïne) had hij achter zich gelaten, maar in de periode dat het in Den Haag fout ging, verloor hij zijn appartement en belandde op straat. Daar leefde hij zo'n twee jaar. Hij was uit de tijd van seks, drugs en rock-'n-roll. Het was knap van hem dat hij zijn verslaving overwon en niet aan de drank was geraakt. Hij was gevoelig van aard en had daar in de harde wereld moeite mee. Behalve gitaarspelen, kon hij ook drummen en pianospelen. Inmiddels sprak Deely, zij het wat moeizaam, Nederlands. Bij voorkeur hield hij zich aan zijn eigen taal.
In 2003 maakte Alexander Gorsen de documentaire Chuck Deely in City Life. De eerste uitzending was op 29 mei in het programma Westpop. Hierin vertelde Deely dat hij al op vijftienjarige leeftijd in bands speelde. In 1973 was hij in Duitsland in het leger en tot zijn vreugde niet in Vietnam. Na twee jaar ging hij eruit, maar keerde naar Duitsland terug en bleef er zo'n tien jaar wonen. Daarna verbleef hij wat korter in Spanje/Tenerife. Uiteindelijk kwam hij in Nederland. Als straatmuzikant wilde hij verdienen naar de kwaliteit van zijn werk. Een vast salaris kon hem niet bekoren. Per dag ontving hij tientallen euro's en daarnaast kreeg hij ook wel voedsel en kleding, met kerst extra veel. Een vriend van hem die in Amerika voor Shell werkte, kwam viermaal per jaar naar Den Haag en beloonde hem met een paar honderd euro. Hij maakte een enkele keer nare dingen mee. Er werd soms geld bij hem weggenomen en één keer kwam een winkeldief Albert Heijn uit en sloeg hem met een zwarte afvalbak. Hij dacht dat Deely hem verraden had, omdat iemand had gezegd dat hij van de diefstal wist door een "vogeltje boven". Uiteraard kon Deely dat onmogelijk geweest zijn.
In 2004 belandde hij in het Haags Medisch Centrum (Ziekenhuis Westeinde), omdat hij leed aan een ernstige botontsteking. Na vier operaties en acht weken verblijf in het ziekenhuis was hij zodanig hersteld dat hij weer kon lopen. Tijdens zijn verblijf in het ziekenhuis speelde hij voor het personeel. 
In 2005 maakte het NCRV-programma Man Bijt Hond een tweedelig portret van Chuck Deely. In hetzelfde jaar volgde Omroep West-presentator Johan Overdevest Deely een dagje in de serie Zomaar een dag.
In 2008 verleende burgemeester Van Aartsen hem een 'vergunning voor het leven' na een incident met een agent die hem op 28 maart een bekeuring gaf voor spelen zonder vergunning. De mensen kwamen uit hun kantoren en vonden de bekeuring maar niets, omdat Deely daar al jaren op straat musiceerde. Men begon geld in te zamelen om de boete te betalen. De boete van 100 euro werd een dag later door de politie ingetrokken, omdat deze vond dat Deely een speciale waarde had voor de stad.
In 2009 won Deely de Haagse Popprijs. Deely ontving in 2009 een oeuvreprijs voor de 'Bekendste Muzikant van Den Haag'. De prijs ontving hij van de Jakhalzen uit handen van Frank in het programma De Wereld Draait Door.
In 2010 maakte Ruben van Lingen, voor zijn eindexamen aan de Willem de Kooning Academie te Rotterdam, de korte documentaire Privilege over Deely's leven. Die film werd getoond op het Nederlands Film Festival 2010 in Utrecht en op het Shoot Me Film Festival 2010 in Den Haag.
In 2011 maakte TV West-verslaggever Arbel Eshet in het tv-programma Het Andere Oog een reportage over de 'HEMA-zanger', oftewel Chuck Deely.
Deely speelde ook verschillende keren met het Residentie Orkest, bijvoorbeeld een straatconcert in 2012, om hem wat extra geld te bezorgen. Het leverde 1.400 euro op. Het orkest nam al in 2004  een cd met hem op. Hij speelde toen Rockin' in the free world.
In 2014 zei hij in AD Haagsche Courant dat hij geen luxe troubadour was en ook bij min 12 graden zou spelen. Hij verdiende genoeg om in zijn onderhoud te voorzien en de belasting te betalen en verkocht cd's voor een tientje.  In hetzelfde jaar was er op 17 december een optreden van hem tijdens het Max Maakt Mogelijk Kerstdiner in de Grote Kerk in Den Haag. Hij was speciaal daarvoor in een modezaak keurig in de kleren gestoken door omroepbaas Jan Slagter voor het tv-programma Max Maakt Mogelijk.

## Muziek
Deely speelde op gitaar en had een rauwe, roestige stem, die deed denken aan het geluid van Bob Dylan en Neil Young. Hij wisselde covers van onder andere de The Rolling Stones en Crosby, Stills, Nash & Young af met eigen werk. Zijn stem was ook gemaakt voor nummers van Bob Dylan, U2 en Pink Floyd. De muziek die hij zelf schreef en componeerde, valt onder de bluesrock. De liedjes gingen over alles wat indruk op hem maakte, zoals het betalen van de huur en werken op straat. Hij had een akoestisch versterkte gitaar, een luidspreker en een standaard met microfoon. Ooit speelde hij op de kunstacademie aan de Prinsessegracht tijdens een feest op uitnodiging van singer-songwriter Constant Meeuws. 
Hij woonde in Den Haag op de Stationsweg  en gebruikte zijn kamer onder andere om te lezen, tv te kijken, muziek te maken en gasten te ontvangen. Hij beschikte over twee transportmiddelen: een fiets en een kleine auto. Omdat hij vrij moeilijk liep, waren deze van groot belang. Via Christi Kater had hij een nieuwe Postcode Loterij-fiets gekregen. Hij schreef voor haar Christi's Song. Zij kenden elkaar zo'n twintig jaar. Ze had hem een keer uitgenodigd om bij haar thuis te komen eten. Zoiets was nieuw voor hem. Hij kreeg zijn lievelingsgerecht spaghetti bolognese. Frans Smit, Haags stadsfotograaf en drummer, vroeg hem eens hoe het met hem ging. Deely antwoordde met: "I've seen better days".

## Overlijden
Deely overleed op de avond van 9 januari 2017 op de leeftijd van 62 jaar in het Haagse ziekenhuis HMC Westeinde, waar hij was opgenomen nadat hij thuis te ziek was geworden en per ambulance naar het ziekenhuis was gebracht. Nadat hij in de kersttijd van 2016 door griep was geveld, was hij toch weer snel de straat opgegaan. Dat werd hem fataal. Om hem de winter door te helpen en thuis te laten uitzieken, was er nog een initiatief geweest van Alexander Spoor om geld in te zamelen via een Facebookactie. Er werd door 1274 deelnemers 4.750 euro opgebracht. Op 29 december contant door Spoor aan Deely gegeven.
Op 13 januari was er een jamsessie met onder anderen de rapper Demy in Den Haag Centraal om hem te eren. Na een kwartier afgebroken door de NS, omdat er geen vergunning was aangevraagd. Afkeuring van het publiek alom! Een dag later, op 14 januari, kon bij een door de gemeente geregelde rouwbijeenkomst op de begraafplaats Westduin afscheid van Deely genomen worden. Hij lag met zijn gitaar opgebaard. Zo'n tachtig mensen kwamen hem de laatste eer bewijzen. Op zijn vaste standplaatsen lag een bloemenzee.
Na een herdenkingsbijeenkomst in het Paard van Troje op  16 januari met optredens van Tim Akkerman die Heart of gold van Neil Young speelde, het Couperus Cello Kwartet, het trio Remmelt, Muus en Femke en Pijke de Grood en in aanwezigheid van spreker Alexander Spoor, cabaretier Sjaak Bral, nachburgemeester René Bom die anekdotes vertelde en honderden anderen, werd Deely op 17 januari gecremeerd. Zijn kist was in het Paard van Troje van het podium gedragen met zijn lijflied Rockin' in the free world. Darpan van Kuik had onder andere samen met het Paard van Troje zijn uitvaart geregeld. De crematie vond in besloten kring plaats en zijn as werd aan zijn Amerikaanse familie overgedragen om bijgezet te worden in het graf van Deely's ouders en broer Raymond (overleden in 1992) op het Holy Sepulchre Cemetery in Southfield, Michigan.
Zijn broer Patrick, die een Skypegesprek had met Omroep West, was onder de indruk van de grote populariteit van zijn broer en het feit dat hij ook zeer geliefd was. Hij vertelde dat Chuck op jonge leeftijd het ouderlijk huis had verlaten en slechts sporadisch contact had met zijn familie in de Verenigde Staten. Zij hadden elkaar voor het laatst gezien in 1984 in Duitsland. Patrick was in het leger en was daar gestationeerd. Chuck woonde in Heidelberg en was manager in een club. Patrick zag hem regelmatig. Na Duitsland ging het contact verloren. Zij hielden beiden van muziek, zoals van Neil Young. Patrick zei nog dat Chuck nu herenigd was met zijn moeder, van wie hij veel hield, en dat ze vast weer samen piano zouden spelen op een bijzondere plek. Patrick had ook in een Facebookbericht de gemeente Den Haag bedankt voor het opsporen van de familie van Chuck en het voor een belangrijk deel regelen van de uitvaart. Door omstandigheden kon hij niet naar Den Haag komen.  
Deely werd geëerd met het optreden van Pijke de Grood tijdens de Haagse editie van Stukafest, festival in studentenkamers, waar hij op 2 februari zou optreden. Dit was in een studentenkamer in het Student Hotel aan de Hoefkade. Vanaf maandag 23 januari hing een groot portret van hem, ontworpen door Koen Harmsma van het kunstenaarscollectief Bier en Brood, ongeveer 5 bij 5 meter groot, gedurende ruim een maand (tot begin maart) aan de gevel van het Paard van Troje. Een initiatief van The Hague Street Art (THSA).
In de gemeenteraad van Den Haag was over een monument voor Deely gesproken. Met name door Richard de Mos van de Groep de Mos. Men was van mening dat de Haagse straatmuzikant dat verdiend had. Met name Cherry Leegstra, voor wie Deely ooit Wish you were here had gespeeld en die hem elk jaar een kerstpakket had gegeven, zette zich in voor de realisatie van een monument in samenwerking met de gemeente. GroenLinks wilde een gedenksteen. Uiteindelijk werd besloten dat Deely zou worden vereeuwigd op een muur van de Haagse Tramtunnel. Bij de tramondergang bij de Turfmarkt kwam zijn beeltenis op de muur. Drie ontwerpen werden gemaakt. De kunstenaars Sophia den Breems, Sjors Kouthoofd en Dominic Brown hadden dit gedaan. De oppervlakte van de afbeelding werd vier meter hoog en twintig meter breed. Ter beschikking stonden een stuk muur en een pilaar. De gemeente organiseerde een poll, waarbij de Hagenaars tot uiterlijk 28 september 2017 hun voorkeur konden uitspreken. Maandag 2 oktober maakte de gemeente bekend welk ontwerp het zou worden.
Het ontwerp van kunstenares Sophia den Breems was door de Hagenaars gekozen. Zij kreeg 65,26 procent van de stemmen die door meer dan 3500 Hagenaars in anderhalve week waren uitgebracht. Ze ging 's nachts aan de slag, omdat overdag de trams reden. In aanwezigheid van haar vriend, die haar hielp bij het inkleuren, wilde ze het werk in zo'n twee weken klaren. Inmiddels had Sophia extra hulp gekregen en was een team aan de slag gegaan. Er kon drie uur per nacht gewerkt worden. Haar ontwerp was het kleurrijkst van de drie en nogal gecompliceerd. Ook dit was een initiatief van THSA.

## Beeldje
Mieke van der Maaten schreef voor de krant De Oud-Hagenaar op 19 november 2017 over een beeldje in boetseerwas (30-35 cm), gemaakt door de Wassenaarse beeldhouwer Vincent de Kievit. Deely was hierin duidelijk te herkennen. Inmiddels als bronzen beeldje werd het die maand onthuld op de plek waar Deely zijn dagelijkse routine begon nabij Den Haag Centraal in de Rijnstraat. In AD Haagsche Courant werd op 19 februari 2020 melding gemaakt van vandalen die het beeldje van Deely van zijn sokkel hebben getrapt. Het beeldje werd herplaatst. In juni 2021 verdween het beeldje opnieuw van zijn sokkel, maar het werd niet meegenomen.
Helaas volgde nog vaker vandalisme.

## Eerbetoon
Een jaar na Deely's overlijden was er een hommage aan hem in de Grote Marktstraat waar hij zelf destijds gitaar speelde en onder andere bluesrock ten gehore bracht. De nummers van Neil Young en Bob Dylan waren daar weer voor korte tijd te horen dankzij meester Dennis van Duijn en zijn leerlingen Dilara, Miroslav en Adi van de Paul Krugerschool te Den Haag. Het AD van 10 januari 2018 plaatste hierover een artikel van Julia Broos.

## Boek
Ineke Bosman, die bevriend was met Deely, schreef een boek over hem onder de titel Chuck was in Den Haag. De uitgever is U2pi van Jeroen van der Starre. Op 16 juni 2018 werd het boek op muzikale wijze gelanceerd op Deely's oude plek bij De Bijenkorf. In een kort interview lichtte ze toe hoe zij tot haar activiteiten voor het boek was gekomen. Een gitaar en koor luisterden de gebeurtenis op. Wethouder Bert van Alphen van Sociale Zaken ontving een van de eerste exemplaren. In het boek staat het reeds vermelde (stand)beeldje afgebeeld. Het boek is tweetalig en dus ook met Amazon.com in de USA verkrijgbaar. Het is het levensverhaal van Deely, door hem verteld en aangevuld met verhalen over hem door anderen met ook gedichten, tekeningen en een aantal unieke foto's. Het boek was in de eerste plaats bedoeld voor Deely zelf. Een deel van de opbrengst ging naar een project in Afrika.

## Festival
Ter ere van Deely organiseerde de R.G. Ruijs Stichting het gratis festival The Streets of Chuck Deely met muziek, straattheater, dans en streetart in de Haagse binnenstad op 25 augustus 2019 van 12.00 tot 18.00 uur. Op het festival speelden de Chuck Deely Award (een replica van het beeldwerk van Vincent de Kievit) en de Chuck Deely Aanmoedigingsprijs een rol. Op 29 augustus 2021 en 28 augustus 2022 vond het festival opnieuw plaats. In de editie van 2022 werd de Aanmoedigingsprijs uitgereikt aan singer-songwriter Melanie Ryan. 